# Rodolí
|  | Aquest article tracta sobre els quadrets d'una auca. Si cerqueu l'estrofa de dos versos, vegeu «Apariat». |

Un rodolí o redolí és cadascun dels quaranta-vuit quadrets o figures que componen una auca així com els versos que l'acompanyen, sovint en forma d'apariat i més en general dos versos senzills que es col·loquen enmig d'una obra major, com a cloenda d'estrofa, o fins i tot inserit en obres en prosa i endevinalles. Té un caràcter lúdic que el diferencia d'altres agrupacions de versos.

## Exemple
| «                                                                | Escarlets tendres, m’apar Que són bons per confitar. Rossinyols, llengües de bou I d'altres, si això no et cou. | » |
| — Joaquim Codina i Vinyes, Bolets bons i bolets que maten (1929) | |   |